# 小行星5109
小行星5109（5109 Robertmiller）是一颗围绕太阳公转的小行星。1987年9月13日，亨利·德波鸿诺在拉西拉天文台发现了此天体。
这颗小行星的绝对星等为84.14013683220688等。